# 侯自明
侯自明（1473年—？），字景德，陝西西安府同州白水縣人，官籍，明朝政治人物。

## 生平
弘治八年（1495年）乙卯科陝西鄉試第二十六名舉人。弘治十五年（1502年）中式壬戌科會試第一百八十二名，三甲第九十六名進士。歷官主事，正德五年（1510年）八月以劉瑾之黨，降調，外任安庆府通判，升松江府同知，十一年十一月升四川按察司佥事，十二年正月考察以不謹闲住。

## 家族
曾祖侯文禮；祖父侯復，教諭 贈右僉都御史；父侯恂，左僉都御史，前母秦氏（贈恭人）、母劉氏（封恭人）。具庆下。